# فرنسيسكو أوسوريو
فرنسيسكو أوسوريو (بالإسبانية: Francisco Osorio) (15 نوفمبر 1975 - ) هو ملاكم كولومبي، صنّف ضمن فئة وزن الويلتر.

## وصلات خارجية
- فرنسيسكو أوسوريو على موقع بوكس ريك (الإنجليزية) (registration required)